# Parque de Muskau
El Parque de Muskau (en alemán: Muskauer Park; nombre oficial: Fürst-Pückler-Park Bad Muskau; en polaco: Park Mużakowski) es un parque en estilo inglés de 545 hectáreas, siendo el más extenso de Europa central. Está localizado en la frontera entre Alemania y Polonia, con terrenos en ambos lados del Neisse. El lado alemán está dentro del estado federado de Sajonia, mientras que el lado polaco está en el voivodato de Lebus. El parque es asociado cercanamente con la ciudad de Bad Muskau en el lado alemán y el pueblo de Łęknica en el lado polaco. En 2004, el Parque de Muskau fue declarado Patrimonio de la Humanidad por la Unesco.

## Historia
El diseñador y creador del parque fue el príncipe Hermann von Pückler-Muskau (1785-1871), autor del influyente Consejos sobre la jardinería de paisaje y propietario del territorio de Bad Muskau desde 1811. La construcción del parque se inició en 1815, después de que el príncipe regresara de un viaje a Inglaterra, donde había visitado y estudiado intensamente varios parques y jardines. Su intención era embellecer Bad Muskau rodeándola, según sus palabras, con un «magnifíco gran jardín». Con el tiempo, estableció una escuela internacional de tratamiento del paisaje en Bad Muskau y supervisó la construcción de un extenso parque paisajístico que abrazaría la ciudad «de una manera hasta entonces nunca vista a escala tan grande». Fue ayudado por Jacob Heinrich Rehder que se convirtió en el primer superintendente del parque. Como parte del plan se realizó la construcción de una Orangerie, la remodelación del "Castillo Viejo" (Altes Schloss) y la reconstrucción del "Castillo Nuevo" (Neues Schloss) como centro composicional del parque, con senderos partiendo de en varias direcciones desde el castillo. Las obras también implicaron la construcción de una capilla gótica, un cottage inglés y varios puentes.
En 1845 Hermann von Pückler-Muskau se vio obligado a vender la baronía de Muskau debido a las deudas que había adquirido con la construcción del parque. Tras la muerte de Rehder en 1852 el propietario, príncipe Federico de los Países Bajos, empleó al discípulo de Pückler-Muskau, Eduard Petzold, un jardinero paisajista bien conocido, como nuevo superintendente del parque para que completara su diseño. Petzold, continuó desarrollando las ideas de su maestro.
Durante la Segunda Guerra Mundial el cuidado del parque fue desatendido y en la última ofensiva soviética para sitiar Berlín, los castillos y puentes del parque sobre el Neisse fueron destruidos. Desde 1945, al crearse la nueva frontera germano-polaca en la línea Oder-Neisse, dos terceras partes del parque quedaron en el lado polaco y los castillos en el lado alemán.
A pesar del poco interés por el gobierno de la RDA por el Parque de Muskau, por ser ésta la obra de un junker, el superintendente Kurt Kurland logró que en 1965 se le diera protección estatal, logrando que se preservara su carácter; el Viejo Castillo fue reconstruido por la administración germano-oriental en 1965-1972, mientras que el Nuevo Castillo y los puentes aún están restaurándose. En el lado polaco sucedió lo mismo.
El 2 de julio de 2004 la Unesco incluyó al Parque de Muskau en la lista de monumentos Patrimonio de la Humanidad, elogiando "la ejemplar demostración de colaboración inter-fronteriza entre Alemania y Polonia". Hoy en día el parque es accesible desde ambos lados de la frontera. Los puentes han sido reconstruidos, lo mismo que los castillos.